# Couvent Saint-Antoine-de-Padoue de Bruxelles
Le couvent Saint-Antoine-de-Padoue (en néerlandais : Sint-Antonius Van Padua klooster) est un couvent de franciscains du XIXe siècle, situé rue d'Artois, dans le quartier Midi-Lemonnier de Bruxelles.

## Histoire
L'église nouvellement construite a été commandée par l'Ordre des Franciscains Conventuels en 1868. 

## Description et architecture
Il s'agit d'une église cruciforme à trois nefs en brique rouge avec des couches de bacon. L'église possède une tour de croisée octogonale conçue par Johannes Wilhelmus Boerbooms (nl) qui, en tant qu'élève de Pierre Cuypers, a supervisé les travaux de construction de l'église. Pierre Cuypers a également conçu l'intérieur, qui comprend des chapiteaux figuratifs, des piliers et des peintures murales en pierre naturelle, ainsi qu'un buffet d'orgue et un banc de communion en chêne. L'église a des rosaces et des lancettes en vitrail.